# Gudrun Sproesser
Gudrun Sproesser (* 1982) ist eine deutsche Psychologin und Universitätsprofessorin an der Johannes Kepler Universität (JKU) Linz. Sie ist Sprecherin der Fachgruppe Gesundheitspsychologie, der Deutschen Gesellschaft für Psychologie.

## Leben und Werdegang
Gudrun Sproesser wurde 1982 als Tochter von Barbara Sproesser und Ludwig Sproesser geboren.
Gudrun Sproesser erwarb 2007 ihr Diplom in Psychologie an der Eberhard Karls Universität Tübingen. Im Zeitraum von 2008 bis 2012 war sie als Doktorandin im Bereich Psychologische Diagnostik und Gesundheitspsychologie an der Universität Konstanz tätig. Dort promovierte sie 2012 in Psychologie zum Thema „Warum man isst, was man isst“ und im selben Jahr erwarb sie ihr Baden-Württemberg-Zertifikat für Hochschuldidaktik. Anschließend absolvierte Sproesser von 2012 bis 2022 den Postdoc für Psychologische Diagnostik und Gesundheitspsychologie an der Universität Konstanz. In diesem Zeitraum erfüllte sie dort von 2013 bis 2014 die Funktion des Associated Fellow. Während ihres Postdoc hatte Sproesser auch zwei Auslandsaufenthalte in den Jahren 2014 und 2016 in der Abteilung für Psychologie an der Universität von Pennsylvania.
Seit Februar 2022 ist sie Leiterin der Abteilung für Gesundheitspsychologie am Institut der Psychologie an der Johannes Kepler Universität (JKU) Linz. Zudem wird sie von der Universität Konstanz als assoziiertes Mitglied der Arbeitsgruppe für Psychologische Diagnostik und Gesundheitspsychologie aufgeführt.

### Forschungsschwerpunkte
Ihre Forschungsschwerpunkte stammen überwiegend aus dem Bereich der Gesundheitspsychologie. Sie selbst sagt sie forsche über den Einfluss psychologischer Faktoren auf die Gesundheit einerseits und das Gesundheitsverhalten andererseits. Insbesondere beschäftigt sie sich in diesem Kontext mit Essverhalten und im Speziellen mit gesundem beziehungsweise krankhaftem Essverhalten. In der Vergangenheit führte sie unter anderem eine Studie durch zum Thema Stress-Esser und Stress-Hungerer. Darin fand Gudrun Sproesser, dass sogenannte Stress-Esser in stressreichen Situationen mehr essen als Stress-Hungerer, während Stress-Hungerer in positiven Situationen mehr Nahrung zu sich nehmen als Stress-Esser. Mit der Bezeichnung Stress-Esser sind Personen gemeint, die in stressreichen Situationen Nahrung zu sich nehmen, um den Stress zu bewältigen, während Stress-Hungerer Personen bezeichnet, die in solchen Phasen bewusst auf Nahrung verzichten.
Den Body-Mass-Index beschreibt Gudrun Sproesser im Kontext ihrer Forschung als einfaches Maß, dass man schnell erfassen könne. Sie selbst hält den Bauchumfang für ein besseres Maß als den Body-Mass-Index zur Erfassung der menschlichen Gesundheit, da er zur Bestimmung des metabolischen Syndroms herangezogen werden könne, welches einen Risikofaktor von Diabetes mellitus darstellt. Speziell das Bauchfett scheint laut Sproesser gesundheitsgefährdend zu sein.
Zudem beschäftigte Gudrun Sproesser sich auch mit der Wahrnehmung von Nahrung und konnte in diesem Kontext zeigen, dass Menschen gesunde Lebensmittel tendenziell auch für nachhaltig halten, obwohl das in der Praxis so nicht immer der Fall sei.  Im Kontext dieser Studie spricht Sproesser sich dafür aus Verbraucher in Bezug auf Lebensmittel sowohl was deren Gesundheit, als auch was deren Nachhaltigkeit anbelangt, besser aufzuklären und schlägt in diesem Zusammenhang Nachhaltigkeitssiegel für Lebensmittel vor.
Im Zusammenhang mit der Wahrnehmung von Nahrung hat Sproesser untersucht, welchen Einfluss es hat, ob man sein Essen sehen kann oder nicht. So berichtete sie, dass Personen, die ihre Nahrung nicht sehen konnten, ein schlechteres Geschmackserlebnis rückmeldeten und zudem weniger aßen als Menschen, die ihr Essen auch mit den Augen wahrnehmen konnten.
Ein weiteres Thema, mit dem Sproesser sich in ihrer Forschung auseinandergesetzt hat, sind die Motive, die hinter dem Konsum von Bio-Lebensmitteln stecken. Dabei nennt sie zum einen Umweltschutz und Gesundheit als Motive, zum anderen verweist sie darauf, dass Merkmale von Nahrungsmitteln sich auf den Konsumenten übertragen. Nimmt eine Person ein Lebensmittel zu sich, das als vorbildhaft und gesund gilt, so werde auch diese Person als vorbildhafter und gesünder wahrgenommen.
Im Zuge einer Studie zu Snackverhalten vom Kings College in London äußerte Gudrun Sproesser mit Verweis auf ihre eigene Forschung darauf, dass der Großteil an Personen im deutschsprachigen Raum zumindest einmal pro Tag einen Snack zu sich nehme, wobei die populärsten Uhrzeiten dazu 10 Uhr, 13 Uhr und 16 Uhr wären. Sproesser weist in diesem Kontext darauf hin, dass Menschen ihre ansonsten gesunde Ernährungsweise als eine Art Lizenz verwenden, um ungesunde Snacks zu sich zu nehmen.

## Funktionen und Ämter
Gudrun Sproesser war von 2009 bis 2013 Vorstandsmitglied von CREATE, dem Collaborative Research and Training in der Europäischen Gesellschaft für Gesundheitspsychologie. Von 2011 bis 2016 war sie Mitglied im Arbeitskreis Gesundheit an der Universität Konstanz und im Zeitraum zwischen 2013 und 2014 erfüllte sie die Funktion der Vertreterin des Gleichstellungsrats im Berufungsverfahren bezüglich der Professur für Entwicklungspsychologie ebenfalls an der Universität Konstanz. Von 2014 bis 2020 war sie dann als Vorstandsmitglied der Europäischen Gesellschaft für Gesundheitspsychologie tätig. Weiterhin war Gudrun Sproesser 2016 Mitglied des wissenschaftlichen Komitees im Rahmen der European Health Psychology Konferenz 2016. Von 2017 bis 2018 nahm sie als Vertreterin des Mittelbaus im Berufungsverfahren zur Professur für Entwicklungspsychologie an der Universität Konstanz teil. Im Zeitraum von 2017 bis 2021 zählte sie zu den Vorstandsmitgliedern der Fachgruppe Gesundheitspsychologie der Deutschen Gesellschaft für Psychologie. Schließlich war sie 2020 als Vertreterin des Gleichstellungsrats im Berufungsverfahren für die Professur der Allgemeinen Psychologie mit Schwerpunkt Kognitiver Psychologie an der Universität Konstanz beteiligt. Von 2020 bis 2022 war Sproesser dort zudem in die Arbeitsgruppe nachhaltige Entwicklung, in der Unterarbeitsgruppe Ernährung eingebunden. 2021 war sie als Mitglied des Programmkomitees des fünfzehnten Kongresses der Fachgruppe Gesundheitspsychologie der Deutschen Gesellschaft für Psychologie beteiligt. In den Jahren 2022 und 2023 war Gudrun Sproesser jeweils Mitglied des wissenschaftlichen Komitees der Konferenzen der Europäischen Gesellschaft für Gesundheitspsychologie im jeweiligen Jahr, wobei sie 2023 in diesem Rahmen die Funktion des Co-Chair einnahm.
Seit 2021 erfüllt Gudrun Sproesser die Rolle des Co-Chair in der Interessensgruppe „Equity, Global Health and Sustainability“ in der Europäischen Gesellschaft für Gesundheitspsychologie. Seit 2022 ist sie zum einen Mitglied der Institutskonferenz am Institut für Psychologie an der Johannes Kepler Universität (JKU) Linz, zum anderen erfüllt sie dort seitdem die Rollen als Mitglied der Fakultätsversammlung an der Sozial- und Wirtschaftswissenschaftlichen Fakultät, als Ersatzmitglied des Senats, als stellvertretende Fachbereichssprecherin des Fachbereichs Pädagogik und Psychologie sowie die der Vorsitzenden der Studienkommission Psychologie.
Seit 2023 ist Gudrun Sproesser Sprecherin der Fachgruppe Gesundheitspsychologie der Deutschen Gesellschaft für Psychologie und seit 2024 ist sie Mitglied der Steuerungsgruppe der Fachgruppe Ernährungsverhaltensforschung in der Deutschen Gesellschaft für Ernährung.

## Auszeichnungen (Auswahl)
- 2012: Stiftung-Schmieder-Preis[16]
- 2016: Early Career Award, verliehen von der European Health Psychology Society[4]
- 2019: Distinguished Reviewer Award, verliehen vom European Journal of Health Psychology[4]

## Veröffentlichungen (Auswahl)
- Britta Renner, Gudrun Sproesser, Stefanie Strohbach und Harald T Schupp: Why we eat what we eat. The Eating Motivation Survey (TEMS). In: Appetite. Band 59, Nr. 1, 1. August 2012, S. 117–128, doi:10.1016/j.appet.2012.04.004.
- Gudrun Sproesser, Harald T Schupp und Britta Renner,: The bright side of stress-induced eating: eating more when stressed but less when pleased. In: Psychological science. Band 25, Nr. 1, Januar 2014, S. 58–65, doi:10.1177/0956797613494849.
- Gudrun Sproesser, Matthew B Ruby, Naomi Arbit, Charity S Akotia, Marle dos Santos Alvarenga, Rachana Bhangaokar, Isato Furumitsu, Xiaomeng Hu, Sumio Imada, Gülbanu Kaptan, Martha Kaufer-Horwitz, Usha Menon, Claude Fischler, Paul Rozin, Harald T Schupp und Britta Renner: Understanding traditional and modern eating: the TEP10 framework. In: BMC Public Health. Band 19, Dezember 2019, S. 1–14, doi:10.1186/s12889-019-7844-4.
- Gudrun Sproesser, Stefanie Strohbach, Harald T Schupp und Britta Renner: Candy or apple? How self-control resources and motives impact dietary healthiness in women. In: Appetite. Band 56, Nr. 3, 1. Juni 2011, S. 784–787, doi:10.1016/j.appet.2011.01.028.
- Verena Klusmann, Gudrun Sproesser, Julia K Wolff und Britta Renner: Positive self-perceptions of aging promote healthy eating behavior across the life span via social-cognitive processes. In: The Journals of Gerontology: Series B. Band 74, Nr. 5, 14. Juni 2019, S. 735–744, doi:10.1093/geronb/gbx139.
- Laura M König, Gudrun Sproesser, Harald T Schupp und Britta Renner: Describing the process of adopting nutrition and fitness apps: behavior stage model approach. In: JMIR mHealth and uHealth. Band 6, Nr. 3, 13. März 2018, S. e55, doi:10.2196/mhealth.8261.